# Tubeira

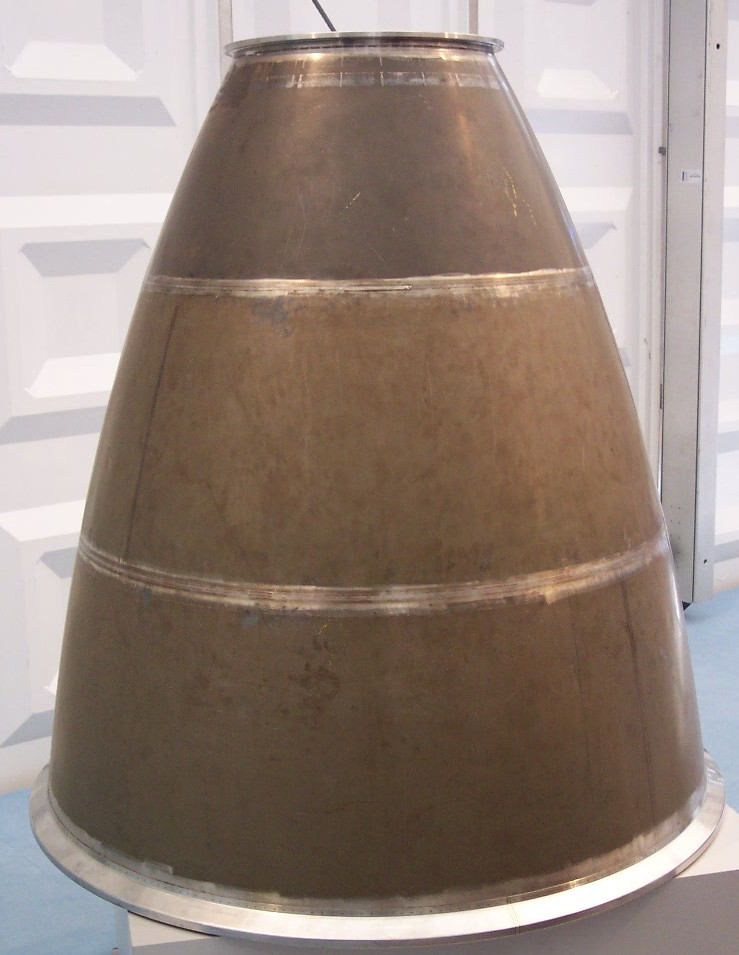
Uma tubeira de motor de foguete.

Uma tubeira, também chamada de bocal é um dispositivo que converte a energia termodinâmica de um fluido (em forma térmica e de pressão) em energia cinética. Como tal, é utilizado em turbomáquinas e outras máquinas, como ejetores, em que se pretende acelerar um fluido para a aplicação de que se trate. O aumento de velocidade que sofre o fluido em seu trajeto ao longo da tubeira é acompanhado por uma diminuição de sua pressão e temperatura, ao conservar-se a energia.

## Tubeira De Laval
Gustaf de Laval estudou o fluxo supersônico em tubeiras e resolveu o problema de aceleração máxima dentro da tubeira chegando ao desenho de tubeiras com seção convergente-divergente nas que se obtém um fluxo sônico M = 1 (M = número de Mach) na garganta para posteriormente expandir a tubeira e obter fluxos supersônicos M > 1. 
Estas tubeiras devem ter uma expansão adequada para evitar a geração de ondas de choque ou de contração dentro do fluxo. 
A tubeira é a encarregada de converter energias, adaptando as pressões e velocidades dos gases ejetados.
A tubeira que usam os foguetes experimentais se denomina De Laval e os fluxos que produzem tal tubeira se consideram compressíveis ao mover-se a velocidades supersônicas, pelo que, as diferentes seções transverssais, produzem durante o avanço dos gases, variações na densidade e na velocidade do fluido. Todo ele está suposto para condições de fluxo isoentrópico, ou seja, condições adiabáticas e sem atrito. Na prática, não existe a condição de fluxo isoentrópico ideal, pelo que é aplicado um coeficiente de rendimento que ajusta o cálculo.
A lei da conservação de energia se encarrega de aumentar a velocidade no cone de saída, não por cumprimento da dinâmica dos fluidos, já que aqui aparecem como compressíveis, senão pela conservação do produto «Velocidade x Temperatura».